# Insulele de aur și argint
Insulele de aur și argint (1969) este un roman de aventuri al autorului român Romulus Bărbulescu, al doilea scris de acesta fără colaborarea lui George Anania.
Romanul a fost reeditat în anul 1993 cu titlul Golful ucigașilor.

## Considerații generale
Cartea prezintă câteva episoade din viața lui Abel Janszoon Tasman (1603-1659), un marinar, explorator și neguțător olandez devenit celebru în urma călătoriilor întreprinse în 1642 și 1644 în serviciul Companiei Indiei de est olandeze. Născut în 1603 în Lutjegast (actualmente în provincia Groningen), el a condus prima expediție europeană cunoscută care a ajuns în Țara lui van Diemen (acum Tasmania) și Noua Zeelandă și care a zărit insulele Fiji.
Drumul către est al Olandei fusese deschis anterior de Cornelis de Houtman (1565-1599), fratele exploratorului Frederik de Houtman, care a descoperit drumul maritim dintre Europa și Indonezia într-o vreme în care Imperiul Portughez deținea monopolul comerțului cu mirodenie. Deși călătoria în sine a lui de Houtman a fost un dezastru, ea a constituit o victorie simbolică a Olandei, care a reușit în acest fel să intre în afacerea comerțului cu mirodenii.

## Intriga

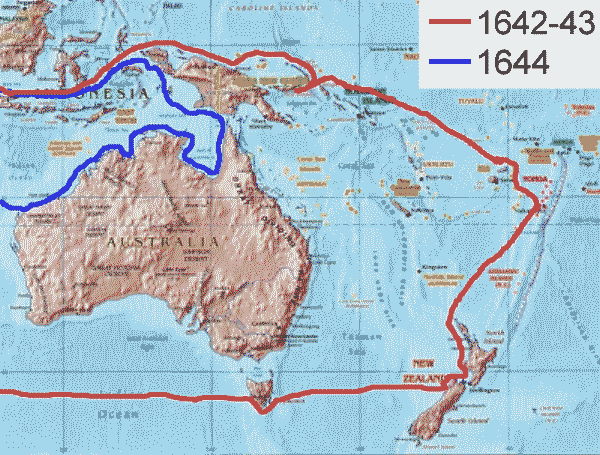
Ruta primei şi celei de-a doua călătorii

Înglodat în datorii, marinarul olandez Cornelis de Houtman este închis în închisoarea datornicilor. În anii de detenție, el află de la marinarii portughezi închiși acolo ruta spre ”Indiile de Est”, până atunci monopolul Imperiului Portughez. Odată eliberat, el duce secretul mai-marilor Olandei, care îi vor deschide țării lor drumul spre ținutul mirodeniilor, devenind un mare imperiu comercial.
Peste ani, când van Diemen a devenit guvernatorul coloniilor olandeze din acele ținuturi, Abel Tasman pornește alături de Mattis Quast într-o expediție pentru a descoperi insulele de aur și argint despre care acesta din urmă aflase de la japonezi. Totul se dovedește însă a fi o himeră și, după ce la bord izbucnește o epidemie, Tasman reușește să revină în Indonezia cu doar câțiva oameni la bord. Acolo este devastat de cumplita veste a pierderii soției lui dragi, Jannetjie. Cea care i-a fost la căpătâi în ultimele clipe, Maria van Diemen - fiica guvernatorului - reușește însă să aprindă din nou flacăra pasiunii în sufletul exploratorului.
Dar guvernatorul nu agreează această relație, așa încât îl trimite pe Tasman într-o nouă expediție, pentru a explora ceea ce pe hărțile vremii figura ca Terra Australis. Alături de  Franchoijs Visscher (Franz Wisker, în roman)), Tasman pornește în jurul Australiei, descoperind Tasmania, Noua Zeelandă, Fiji și Tonga. Întâlnirile cu indigenii care populează insulele din zonă stau se caracterizează prin conflicte, evitare precaută sau chiar prietenie și colaborare, cum se întâmplă în Tonga.
Revenit înapoi, Tasman află cu durere că Maria s-a căsătorit și a plecat în Olanda. Bogat și celebru, dar cu sufletul pustiit, el se retrage pe una dintre numeroasele insule din împrejurimi.

### Capitolele cărții
| - I. - Aurul este întotdeauna mai greu decât sângele - II. - Dincolo de promontoriul furtunilor - III. - Comandantul Tasman - IV. - Insulele de aur și argint - V. - Cele șapte insule | - VI. - Spre Sud - VII. - Golful ucigașilor - VIII. - Oceanul înălța coloane - IX. - Hoțul de cocos - X. - Om și mare |

## Lista personajelor
- Abel Tasman - navigator și comerciant olandez
- Mattis Quast - explorator olandez, căpitan al navei Engel
- Franz Wisker - pilot pe nava Heemskerk
- Brügg – marinar și prietn al lui Tasman
- Enoki - comerciant japonez stabilit în Batavia
- Sikomura - călugăr budist de origine japoneză
- Jannetjie – soția lui Tasman
- Cornelis de Houtman - marinar olandez care a deschis Olandei calea spre Oceanul Indian
- Heymo Nahab - cămătar și susținător al lui de Houtman
- Anthony van Diemen – guvernator colonial olandez
- Maria van Diemen - fiica guvernatorului
- Dolgen – marinar pe vasul Engel
- Meyteen Silver – medic pe vasul Engel
- Martin și Lus - marinari pe vasul Heemskerk
- Locotenentul Peter - comandant pe vasul Zeechen
- Otaku - șef indigen din Tonga

## Ediții
- 1969 - Insulele de aur și argint, Ed. Tineretului, 200 pag.
- 1993 - Golful ucigașilor, Ed. Porto-Franco, 220 pag., ISBN 973-557-221-4